# Североафрикански скокливец
Североафрикански скокливец (Elephantulus rozeti) е вид слонска земеровка и единствен представител на семейството разпространен северно от Сахара.

## Разпространение и местообитания
Североафриканските скокливци са разпространени в северозападния ъгъл на Африка от северната част на Западна Сахара през Мароко, Алжир, Тунис до Либия. Обитават полупустнни савани, тревисти местности и места обрасли с храсталаци и средиземноморски гористи местности. Среща се от морското ниво до 2750 m надморско височина във Висок Атлас.

## Описание
Североафриканските слонски земеровки са с размери на тялото като на гризачи и много наподобяват на тях на външен вид. Имат малко тяло с размери от 11 до 12,5 cm, големи уши и дълги опашки достигащи до 13 - 16 cm. Тежат около 50 грама. Средната телесна температура е 33,6 °C. Козината по гърба варира от жълтеникавокафяв до светло песъчливо-розов цвят. Във вентралната част е бяла. Муцунката им завършва напред с късо и гъвкаво хоботче, на върха на което се отварят ноздрите. Притежават и дължи чувствителни мустачки. Задните крачета са по-дълги от предните като тибията и фибулата са дълги и съединени. Удължени са и метатарзалните кости. По този начин са пригодени за бърз начин на придвижване с подскоци. Членовете на този вид имат добре развити жлези под опашката, които използват за да маркират територия.

## Поведение
Североафриканските скокливци са самотни животни, които образуват моногамни двойки. Образуват сложни системи от пътеки, по които преминават и могат да им послужат като място за бягство при опасност. Почти не затварят очите си, когато спят или почиват, а в случаите на намаляване на околната температура могат да изпаднат във вцепенение, при което рязко понижават телесната си температура. Консумират основно насекоми, които откриват благодарение на чувствителното си хоботче. В плен се хранят и с плодове и зеленчуци.

## Размножаване
Малките бозайници са сезонно циклични и се чифтосват от януари до август. Бременността трае около 75 дни като раждат 1 до 4 малки, обикновено 2. В северозападно Мароко обикновено малките са по три и повече. В районите с по-мек климат ражданията започват през март, а при по-висока надморска височина от април. Малките се раждат с отворени очи и покрити с козина. След около седмица преминават и на твърда храна характерна за възрастните, а след още една излизат извън гнездото си заедно с възрастните. В нормални условия живеят около година и половина, а в плен до четири.

## Неприятели
Северноамериканските скокливци имат добри възможности да се прикриват в средата, която обитават, но въпреки това стават плячка на змии, хищни птици, лисици и представители на семейство Порови.